# Garcinia ramosii
Garcinia ramosii är en tvåhjärtbladig växtart som beskrevs av Merrill. Garcinia ramosii ingår i släktet Garcinia och familjen Clusiaceae. Inga underarter finns listade i Catalogue of Life.